# 2016年9月朝鲜核试验
2016年9月9日，朝鲜政府在咸鏡北道吉州郡豐溪里西南约12公里的豐溪里核試驗場进行了一次核试验。此次核试验是朝鲜进行的第五次核试验，也是朝鲜在2016年内进行的第二次核试验。北韓方面報導稱，该次试验採用了作戰用的彈頭來測試，代表了核武的實用化以及小型化成為現實。

## 背景
朝鲜此前曾于2006年、2009年、2013年和2016年1月进行了四次核试验，均遭到国际社会普遍谴责，并违反了联合国安理会的相关决议。2016年3月，联合国安理会通过决议，对朝鲜实施了更加严厉的制裁。
朝鲜在此次核试验之前的几个月，针对其假想敌韩国和美国加强了核打击的威胁。朝鲜劳动党委员长金正恩在2016年3月曾下令，尽快试爆核弹头并试射可携带多型核弹头的弹道导弹。此后朝鲜不断试射弹道导弹，但没有试爆核弹头。另外朝鲜劳动党七大期间金正恩又下达了彻底做好第五次核试验准备的命令，并把“核与经济并进路线”写入党章。因此，外界一直猜测朝鲜或以引爆小型化核弹头的方式强行实施第五次核试验。
韩国统一部发言人郑俊熙和日本共同社都在2016年7月18日表示，朝鲜已经做好进行核试验的准备。
国际原子能机构（IAEA）总干事天野之弥在2016年8月19日发表的一份报告中表示，有迹象表明，朝鲜已经于这一年恢复了武器用钚元素的生产活动。
另外，9月9日为朝鮮國慶節，朝鲜过去也曾通过核爆及导弹试射来纪念这一节日。

## 外界对核试验的判断
2016年9月8日，美国监测朝鲜动向的网站“北纬38度线”（38 North）报道称，卫星图像显示，朝鲜的丰溪里核试验场出现挖掘和维修活动，不过当时还不清楚这些活动是否和准备本次核试验有直接关系。
2016年9月9日国际标准时间0时30分许，包括中国地震台网、美国地质调查局和日本气象厅等在内的机构均侦测到了朝鲜东北部发生了里氏5级左右、震源深度为0千米的地震，位于中朝边界的吉林省延边、白山等地均有明显震感。中国环境保护部（国家核安全局）于地震发生五分钟后启动应急预案，进入二级应急响应状态，并在中国东北地区和山东省开展辐射应急监测；日本原子力规制厅也紧急启动了对大气放射性物质的监测，日本防卫省也派出了航空自卫队的T-4教练机进行大气物质收集工作；最终中日两国均未检测出本国领土内的大气辐射有显著异常情况。随后韩国国防部官员表示，根据分析结果，韩方判断朝鲜进行了核试验，此次核爆当量为1万吨左右，是历次朝鲜核试验中规模最大的一次。美国加州明德大学蒙特雷国际研究学院的杰弗里·刘易斯（Jeffrey Lewis）则称，朝鲜本次核试验核爆能量有2至3万吨当量，比二战期间向日本广岛投下的原子弹的当量还要大，甚至可能超过向长崎投下的原子弹。中国科学技术大学温联星等人通过分析得出结论，本次核试验是在距离朝鲜上一次核试验地点附近几百米的地方进行，爆炸当量为1.19至2.37万吨。另据央视新闻引述相关专家的分析称，本次核试验是在上次核试验地点以西9公里的西侧坑道处进行的。
| 时间      | 震级  | 震级       | 震级   | 震级  | 当量估算   | 当量估算 | 当量估算 | 当量估算 | 当量估算 | 当量估算                                       |
| 时间      | USGS  | 中国地震局 | CTBTO  | JMA   | 中科大     | 中科院   | 韩国     | BGR      | 俄罗斯   | 其他                                           |
| --------- | ----- | ---------- | ------ | ----- | ---------- | -------- | -------- | -------- | -------- | ---------------------------------------------- |
| 2006年    | MW4.3 |            | Mb4.1  | Mj4.9 |            | 0.48kt   | 0.55kt   | 0.7-2kt  | 5-15kt   | 2-12kt（JDW）                                  |
| 2009年    | MW4.7 | ML4.5      | Mb4.5  | Mj5.3 | 7.0±1.9kt  | 2.35kt   | 1-20kt   | 5.4kt    | 10-20kt  | 2.4kt（CTBTO筹委会） 3-8kt（UHH） 2-6kt（BAS） |
| 2013年    | MW5.1 | ML4.9      | Mb4.9  | Mj5.2 | 12.2±3.8kt | 8.08kt   | 6-9kt    | 14kt     | ＞7t     | 8-10kt（日本）                                 |
| 2016年1月 | MW5.1 | ML4.9      | Mb4.85 | Mj5.0 | 11.3±4.2kt | 3.58kt   |          | 10kt     |          |                                                |
| 2016年9月 | MW5.3 | ML5.0      |        | Mj5.3 | 17.8±5.9kt |          | 10kt     | 25kt     |          | 20-30kt（MIIS）                                |

## 朝鲜官方对核试验的声明
平壤时间2016年9月9日13时，朝鮮中央電視台等朝鲜官方媒体发布了核试验的消息：
朝鲜核武器研究所的科学家、技术工作者根据朝鲜劳动党的战略核武力建设构想，在北部核试验场进行了旨在鉴定新研制的核弹头威力的核爆炸试验。

就核弹头爆炸试验取得圆满成功，朝鲜劳动党中央委员会向北部核试验场的核科学家和技术工作者表示热烈的祝贺。……
声明说，由于实现了核弹头的标准化、规格化，朝鲜完全掌握多种分裂物质的生产及其应用技术，将任意按需制造小型化轻量化多种化的、打击力更大的各种核弹头，朝鲜的核武器兵器化完全达到了更高的水平，试验未对周边生态环境造成任何负面影响，并对美国等“敌对势力”进行了警告。但该声明未提及核试验的详细时间和具体地点。

## 反应

### 周邊國家
- 中华人民共和国：
  - 中华人民共和国外交部发表声明稱，对朝鲜不顾国际社会普遍反对再次进行核试验表示坚决反对，并强烈敦促朝方信守无核化承诺，遵守安理会相关决议，停止采取任何恶化局势的行动[47]。当天外交部发言人华春莹在外交部例行记者会上表示，中方强烈敦促各方着眼大局、谨言慎行，避免进一步相互刺激，共同为推动半岛无核化进程、实现半岛和平稳定做出真正的努力[48]。
- ：
  - 大韓民國总统朴槿惠提前结束出访老挝行程而回国[49]，她批评金正恩热衷核武的行为证明了金正恩的鲁莽，并称朝鲜的挑衅只会加速其自灭[50][51]。
  - 国家安保室第一次长赵太庸发表政府声明称，朝鲜进行第五次核试验，这是无法容忍的重大挑衅，韩国政府对此予以强烈谴责，并再度呼吁朝鲜立刻以“完整、可检验、不可逆”的方法废弃核武与导弹开发计划[52]。
- 日本：
  - 首相安倍晋三发表声明称，朝鲜核试验对日本的安全构成重大威胁，严重损害了地区和国际社会的和平与安全，日方绝不容忍，并予以最强烈的谴责[53]。
- 俄羅斯：
  - 外交部长拉夫罗夫表示，俄方对朝鲜核试验深感忧虑，联合国安理会决议应该严格执行[54]。
  - 同時，俄羅斯外交部也称，朝鲜对国际法和国际社会意见的蔑视将遭到最严厉的谴责，同时表示要求朝鲜停止危险的冒险行为，严格执行联合国安理会决议，彻底放弃导弹与核计划并重返《不扩散核武器条约》[55]。

### 國際組織
- 联合国：
  - 联合国秘书处在回答有关朝鲜核爆的问题时表示：“我们获悉了消息并在关注。”[56]
  - 联合国秘书长潘基文就朝鲜核试验一事会见媒体记者并发表讲话，以最强烈言辞谴责朝鲜9日进行的核试验，称朝方这一令人不可接受的行为危害了地区和平与安全[57]。
  - 安理会于美国东部时间2016年9月9日下午召开紧急会议，就朝鲜核问题举行紧急闭门磋商[58]；随后安理会发表声明，强烈谴责朝鲜再次进行核试验，指出此举违反了安理会相关决议[59]。
- 国际原子能机构：
  - 总干事天野之弥发表声明，指核试验违反联合国安理会决议案，完全无视国际社会的要求，IAEA对此表示深感不安和遗憾，并表示会继续注意朝鲜的核活动[60]。
- 欧盟：
  - 欧盟外交和安全政策高级代表莫盖里尼在一份声明中称，朝鲜的核试验违反了联合国安理会决议，对亚洲和平构成了威胁，呼吁朝鲜务必遵守其义务，全面放弃核计划[61]。
- 北大西洋公约组织：
  - 北约秘书长延斯·斯托尔滕贝格发表声明，强烈谴责朝鲜这一无视联合国安理会决议的持续性挑衅行为，呼吁朝鲜立即停止核武及弹道导弹开发计划[62]。

### 其他國家與地區
- 美国：总统奥巴马在白宫的一份声明中说，朝鲜的挑衅与破坏稳定的行为已经造成该国的孤立和人民的贫困，并谴责本次核试验，将其称作“对地区安全和国际和平与稳定的重大威胁”[63]。国务卿克里表示：“很明显，日本和韩国作为邻国对此格外担忧。但是我认为可以公平地说，中国、俄罗斯和美国都对此感到担忧[64]。”
- 英国：外交及联邦事务大臣鲍里斯·约翰逊对朝鲜的此次核试验表示严重关切，并表示英方强烈谴责朝鲜的行为，认为朝鲜核试验“明目张胆地”违反了联合国安理会决议，对周边安全稳定构成威胁[65]。
- 法國：法国强烈谴责朝鲜进行的核试验，并呼吁联合国安理会对侵犯其决议的行为作出决定[66]。法国外长让-马克·埃罗发表声明称，朝鲜的核试验是对亚洲和世界和平与安全的严重危害，朝鲜的核武与弹道导弹研究计划公然侵犯了联合国安理会的决议，这一持续性行为是不可接受的，他对这一造成整个地区不稳定的挑衅行为进行最坚定的谴责[67]。
- 新加坡：外交部发表声明，对朝方举动严重关切，对朝鲜的核试验深感失望，呼吁朝鲜停止此类行为，遵守国际义务[68]。
- ：外交部发表正式声明，严厉谴责朝鲜此次核试验行为，称这一行为完全违背了联合国安理会的现有决议，朝鲜不负责任的核试验产生了极其恶劣的影响，对地区和国际安全造成了威胁，令国际上许多国家为无核化未来所作出的努力遭到了难以估量的打击[69]。
- 越南：支持实现朝鲜半岛无核化，支持全面禁止核试验并向解除此武器迈进。对朝鲜民主主义人民共和国2016年9月9日上午进行核试验表示深刻关切，此举已严重违反联合国安理会相关决议，加剧局势紧张，对地区和平、稳定造成威胁。呼吁有关各方应恪守联合国安理会的各项决议，采取切实行动以推进朝鲜半岛的和平稳定。[70]
- 中華民國（臺灣）：
  - 中华民国外交部发表新闻稿，对朝鲜当局漠视联合国安理会相关决议，以及不顾国际社会劝阻，再度肆行核试验表达严正谴责及关切，呼籲朝方確實遵守聯合國安理會相關決議，立即停止任何損及區域安全之舉措，並重申支持有關各方以和平對話方式解決韓半島問題[71]。

### 引用
1. 1 2 3  . USGS. 2016-09-09  [2016-09-09]. （原始内容存档于2016-09-09） （英语）.
2. ↑  . 新华社. 2016-09-09  [2016-09-09]. （原始内容存档于2016-09-09） （中文（中国大陆））.
3. ↑  吴黎明. . 新华社. 2016-09-09  [2016-09-09]. （原始内容存档于2016-09-09） （中文（中国大陆））.
4. ↑  . 우리 민족끼리. 2016-09-09  [2016-09-10]. （原始内容存档于2016-09-10） （韩语）.
5. 1 2  . 劳动新闻. 2016-09-10  [2016-09-10]. （原始内容存档于2016-09-10） （中文（简体））.
6. ↑  . 人民网. 新华社. 2016-01-06  [2016-09-09]. （原始内容存档于2016-01-27） （中文（中国大陆））.
7. 1 2 3  . VOA. 2016-09-09  [2016-09-09]. （原始内容存档于2016-09-09） （中文（简体））.
8. ↑  . 环球网. 新华社. 2016-03-03  [2016-09-09]. （原始内容存档于2016-03-09） （中文（中国大陆））.
9. ↑  全秀真. . 中央日报 (韩国). 2016-06-11  [2016-09-09]. （原始内容存档于2016-09-14） （中文（中国大陆））.
10. 1 2  . 韩联社. 2016-09-09  [2016-09-09]. （原始内容存档于2016-09-09） （中文（简体））.
11. ↑  姜美真. . DailyNK. 2016-05-17  [2016-09-09]. （原始内容存档于2016-09-12） （中文（简体））.
12. ↑  . 新浪网. 2016-07-18  [2016-09-09]. （原始内容存档于2016-09-09） （中文（中国大陆））.
13. ↑  高行. . 澎湃新闻. 2016-08-23  [2016-09-09]. （原始内容存档于2016-09-09） （中文（中国大陆））.
14. ↑  . 38 North. 2016-09-08  [2016-09-09]. （原始内容存档于2016-09-09） （英语）.
15. ↑  . 中国地震台网. 2016-09-09  [2016-09-09]. （原始内容存档于2016-09-09） （中文（中国大陆））.
16. ↑  . 気象庁. 2016-09-09  [2016-09-09]. （原始内容存档于2016-09-09） （日语）.
17. ↑  . 大公网. 2016-09-09  [2016-09-09]. （原始内容存档于2016-09-09） （中文（简体））.
18. ↑  . 搜狐. 央视网. 2016-09-09  [2016-09-09]. （原始内容存档于2016-09-09） （中文（中国大陆））.
19. ↑  . NHK. 2016-09-09  [2016-09-09]. （原始内容存档于2016-09-09） （日语）.
20. ↑  . 中国网. 2016-09-09  [2016-09-09]. （原始内容存档于2016-09-10） （中文（中国大陆））.
21. ↑  . 中国新闻网. 环球网. 2016-09-09  [2016-09-10]. （原始内容存档于2016-09-10） （中文（中国大陆））.
22. ↑  . 中央日报 (韩国). 2016-09-09  [2016-09-09]. （原始内容存档于2016-09-09） （中文（简体））.
23. ↑  . 路透中文网. 2016-09-09  [2016-09-09]. （原始内容存档于2016-09-09） （中文（简体））.
24. 1 2  Lianxing Wen's Geogroup. . University of Science and Technology of China. 2016-09-10  [2016-11-14]. （原始内容存档于2016-09-19） （英语）.
25. ↑  . 澎湃新闻. 央视新闻客户端. 2016-09-10  [2016-09-11]. （原始内容存档于2016-09-11） （中文（中国大陆））.
26. ↑  Zhao, Lian-Feng; Xie, Xiao-Bi; Wang, Wei-Min; Yao, Zhen-Xing. . Bulletin of the Seismological Society of America. 2008-12-01, 98 (6): 2571–2589  [2017-09-04]. ISSN 0037-1106. doi:10.1785/0120080128. （原始内容存档于2015-04-29） （英语）.
27. 1 2  .   [2006-10-09]. （原始内容存档于2006-10-16） （英语）.
28. ↑  . www.bgr.bund.de.   [2017-09-04]. （原始内容存档于2016-03-18） （德语）.
29. ↑  .   [2006-10-11]. （原始内容存档于2006-10-31） （英语）.
30. ↑  Zhao, Lian-Feng; Xie, Xiao-Bi; Wang, Wei-Min; Yao, Zhen-Xing. . Bulletin of the Seismological Society of America. 2012-04-01, 102 (2): 467–478  [2017-09-04]. ISSN 0037-1106. doi:10.1785/0120110163. （原始内容存档于2015-04-29） （英语）.
31. 1 2  Sang-Hun, Choe. . The New York Times. 2009-05-25  [2009-05-25]. （原始内容存档于2012-02-07） （英语）.
32. ↑  . www.bgr.bund.de.   [2017-09-04]. （原始内容存档于2017-09-01） （德语）.
33. 1 2  Charles, Deborah; Tabassum Zakaria; Sandra Maler. . Reuters. 2009-06-15  [2009-06-15]. （原始内容存档于2009-06-18） （英语）.
34. ↑  Kalinowski, Martin.  (PDF). Carl Friedrich von Weizsäcker Centre for Science and Peace Research, Universität Hamburg. 2009-05-25  [2009-06-11]. （原始内容 (PDF)存档于2009-08-02） （英语）.
35. ↑  Park, Jeffrey. . "Bulletin of the Atomic Scientists". 2009-05-26  [2009-05-28]. （原始内容存档于2009-05-28） （英语）.
36. ↑  . www.igg.cas.cn.   [2017-09-04]. （原始内容存档于2015-05-02）.
37. 1 2  . The Chosun Ilbo. 2013-02-14  [2013-02-17]. （原始内容存档于2013-02-17） （英语）.
38. ↑  . www.bgr.bund.de.   [2017-09-04]. （原始内容存档于2015-09-16） （德语）.
39. ↑  .   [2016-10-23]. （原始内容存档于2016-03-05） （英语）.
40. ↑  . www.igg.cas.cn.   [2017-09-04]. （原始内容存档于2017-07-23）.
41. 1 2  . www.bgr.bund.de.   [2017-09-04]. （原始内容存档于2017-07-04） （德语）.
42. ↑  . BBCNews. 2016-09-09  [2017-09-04]. （原始内容存档于2016-09-09） （英语）.
43. ↑  Kim, Jack. . U.K.   [2017-09-04]. （原始内容存档于2016-09-10） （英语）.
44. ↑  . 环球网. 环球时报. 2016-09-09  [2016-09-10]. （原始内容存档于2016-09-10） （中文（中国大陆））.
45. ↑  . 新华社. 2016-09-09  [2016-09-09]. （原始内容存档于2016-09-09） （中文（中国大陆））.
46. ↑  . NHK. 2016-09-09  [2016-09-09]. （原始内容存档于2016-09-09） （日语）.
47. ↑  . 中华人民共和国外交部. 2016-09-09  [2016-09-09]. （原始内容存档于2016-09-09） （中文（中国大陆））.
48. ↑  . 中华人民共和国外交部. 2016-09-09  [2016-09-09]. （原始内容存档于2016-09-09） （中文（中国大陆））.
49. ↑  李怡清. . 澎湃新闻. 2016-09-09  [2016-09-09]. （原始内容存档于2016-09-09） （中文（中国大陆））.
50. ↑  . 韩联社. 2016-09-09  [2016-09-09]. （原始内容存档于2016-09-09） （中文（简体））.
51. ↑  . 韩联社. 2016-09-09  [2016-09-09]. （原始内容存档于2016-09-09） （中文（简体））.
52. ↑  . 韩联社. 2016-09-09  [2016-09-09]. （原始内容存档于2016-09-09） （中文（简体））.
53. ↑  . NHK. 2016-09-09  [2016-09-09]. （原始内容存档于2016-09-09） （日语）.
54. ↑  . 俄罗斯卫星网. 2016-09-09  [2016-09-09]. （原始内容存档于2016-09-10） （中文（简体））.
55. ↑  王修君. . 央广网. 中新社. 2016-09-10  [2016-09-10]. （原始内容存档于2016-09-10） （中文（中国大陆））.
56. ↑  . 俄罗斯卫星网. 2016-09-09  [2016-09-09]. （原始内容存档于2016-09-09） （中文（简体））.
57. ↑  . 中国新闻网. 2016-09-10  [2016-09-10]. （原始内容存档于2016-09-10） （中文（中国大陆））.
58. ↑  . 俄罗斯卫星网. 2016-09-09  [2016-09-09]. （原始内容存档于2016-09-09） （中文（简体））.
59. ↑  倪红梅,史霄萌. . 新华网. 2016-09-10  [2016-09-10]. （原始内容存档于2016-09-10） （中文（中国大陆））.
60. ↑  . IAEA. 2016-09-09  [2016-09-09]. （原始内容存档于2016-09-09） （英语）.
61. ↑  Robin Emmott. . Reuters. 2016-09-09  [2016-09-09]. （原始内容存档于2016-09-09） （英语）.
62. ↑  . NATO. 2016-09-09  [2016-09-10]. （原始内容存档于2016-09-09） （英语）.
63. ↑  . VOA. 2016-09-10  [2016-09-10]. （原始内容存档于2016-09-10） （中文（简体））.
64. ↑  . VOA. 2016-09-09  [2016-09-10]. （原始内容存档于2016-09-10） （中文（简体））.
65. ↑  . GOV.UK. 2016-09-09  [2016-09-10]. （原始内容存档于2016-09-09） （英语）.
66. ↑  . 法国驻华使馆. 2016-09-09  [2016-09-10]. （原始内容存档于2016-09-10） （中文（简体））.
67. ↑  . 法国驻华使馆. 2016-09-09  [2016-09-10]. （原始内容存档于2016-09-10） （中文（简体））.
68. ↑  . MINISTRY OF FOREIGN AFFAIRS, SINGAPORE. 2016-09-09  [2016-09-10]. （原始内容存档于2016-09-10） （英语）.
69. ↑  . 中国新闻网. 2016-09-11  [2016-09-11]. （原始内容存档于2016-09-11） （中文（中国大陆））.
70. ↑  .   [2020-09-24]. （原始内容存档于2017-03-05）.
71. ↑  . 中华民国外交部. 2016-09-09  [2016-09-10]. （原始内容存档于2016-09-10） （中文（臺灣））.